# Johan Bax van Herenthals

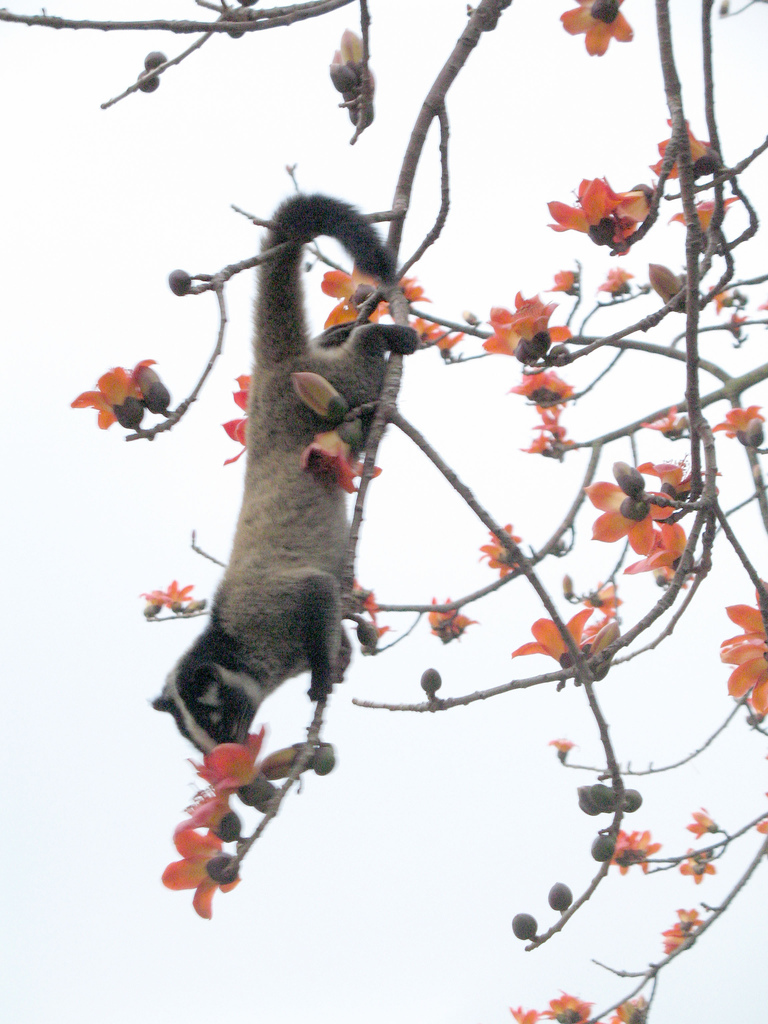
Civetkat

Johan Bax van Herenthals (?, 1637 – 29 juni 1678, Kaapstad), ook geschreven als Joan Bax, en van Herentals, was vanaf maart 1676 gouverneur van Kaap de Goede Hoop, na IJsbrand Godske. Vooral de veeteelt bloeide op onder zijn bewind. Onder hem kwam ook de botanie en de etnobotanie tot ontwikkeling. Hij verklaarde twee keer de oorlog aan de Hottentotten.

## Biografie
Johan Bax was mogelijk een kleinzoon van Joan Bax, gouverneur van Heusden en Muiden.  Zijn vader Willem Maurits, ritmeester in het Staatse leger onder Willem Ripperda, trouwde in 1630 in Deventer met Jeanette Hoefijser. In 1631 woonde hij in Amsterdam; volgens François Valentijn werd Joan Bacx in 1637 in 's-Hertogenbosch geboren.
Het is waarschijnlijk dat Bax in 1656 in dienst trad bij de VOC. Het jaar daarop kwam hij in Batavia aan, samen met Hendrik van Rheede en Isaac de l'Ostal de Saint-Martin. In 1663 was hij betrokken bij de aanval op de Malabarkust onder Rijckloff van Goens; in 1667 verbleef hij in Cochin.
In 1669 is Joan Bax op 32-jarige leeftijd met Aletta Hinloopen (1649-1680), de dochter van die Jacob Fransz. Hinlopen getrouwd in Batavia. Daardoor werd Joan Huydecoper van Maarsseveen (junior) zijn oom.
Bax volgde in 1672 Adriaan Roothaes op als commandeur van Galle. Daar kregen hij en Aletta 'n dochter, die binnen een jaar stierf. Hij stuurde zijn oom een mango, een acacia, kokosnoten, civetkatten, en een Negombo duivel (?).
Bax was ruim twee jaar gouverneur of commandeur van de Kaap; de status van de Kaapkolonie zou door de VOC verlaagd worden. Bax stuurde van alles op naar zijn oom Huydecoper, zoals een herbarium, bollen en zaden, maar ook kanaries, parkieten, een aap en een jonge rhinoceros. Huydecoper stuurde Bax een tuinman uit Maarssen.
Hij werd 25 oktober 1678 benoemd tot gouverneur van Ceylon, maar was al op 4 juli begraven na een borstontsteking.
In de Kaapkolonie was een groot gebrek aan slaven. De weduwe verkocht voor haar vertrek naar Batavia enkele slaven, afkomstig van de Malabar.